# Pichit Jaibun
Pichit Jaibun (tiếng Thái: พิชิต ใจบุญ, sinh ngày 7 tháng 11 năm 1986), còn được biết với tên đơn giản Golf (tiếng Thái: กอล์ฟ), là một cầu thủ bóng đá người Thái Lan thi đấu ở vị trí tiền vệ phòng ngự cho câu lạc bộ Giải bóng đá Ngoại hạng Thái Lan Air Force Central.

## Sự nghiệp quốc tế
Năm 2013, anh được triệu tập vào đội tuyển quốc gia bởi Surachai Jaturapattarapong tham gia Vòng loại Cúp bóng đá châu Á 2015.
Vào tháng 10 năm 2013 anh ra mắt cho Thái Lan trong trận giao hữu trước Bahrain.
Vào 15 tháng 10 năm 2013 anh thi đấu với Iran ở Vòng loại Cúp bóng đá châu Á 2015.

### Quốc tế
Tính đến 12 tháng 11 năm 2015
| Đội tuyển quốc gia | Năm  | Số trận | Bàn thắng |
| ------------------ | ---- | ------- | --------- |
| Thái Lan           | 2013 | 4       | 0         |
| Thái Lan           | Tổng | 4       | 0         |